# Список министров по обеспечению равных возможностей (Италия)
Министр по обеспечению равных возможностей Итальянской Республики (итал. Ministro per le pari opportunità della Repubblica Italiana) — должность министра без портфеля в правительстве Италии, существовавшая с 1996 по 2013 год и восстановленная в 2019 году. Возглавляемое министром ведомство — Департамент по обеспечению равных возможностей, основная функция — принятие мер по устранению дискриминации любого рода.
Известная спортсменка Йозефа Идем стала последней, кто занимал данную должность: она являлась министром по вопросам равных возможностей, спорта и молодёжной политики в правительстве Летта и досрочно ушла в отставку 24 июня 2013 года из-за скандала с неуплатой налогов за её дом в Равенне. Известная итальянская журналистка, писательница и радиоведущая Лоредана Липперини подвергла критике отказ Маттео Ренци включить эту должность в структуру его правительства, сформированного 22 февраля 2014 года.
| Министр | Партия      | Фото                              | Срок полномочий                   | Правительство                      |
| --- | ----------- | --------------------------------- | --------------------------------- | ---------------------------------- |
| XIII созыв парламента Итальянской Республики Министр по обеспечению равных возможностей (Ministro per le pari opportunità)                                                               |             |                                   |                                   |                                    |
| Финокьяро, Анна | ДПЛС        |                                   | 17 мая 1996 — 21 октября 1998     | Первое правительство Проди         |
| Бальбо, Лаура | ФЗ          |                                   | 21 октября 1998 — 22 декабря 1999 | Первое правительство Д’Алема       |
| Бальбо, Лаура | Независимая | 22 декабря 1999 — 25 апреля 2000  | Второе правительство Д’Алема      |                                    |
| Беллилло, Катя | ПИК         |                                   | 25 апреля 2000 — 11 июня 2001     | Второе правительство Амато         |
| XIV созыв парламента Итальянской Республики |             |                                   |                                   |                                    |
| Престиджакомо, Стефания | ВИ          |                                   | 23 июня 2001 — 23 апреля 2005     | Второе правительство Берлускони    |
| Престиджакомо, Стефания | ВИ          | 23 апреля 2005 — 2 мая 2006       | Третье правительство Берлускони   |                                    |
| XV созыв парламента Итальянской Республики Министр по обеспечению прав и равных возможностей (Ministro per i diritti e le pari opportunità)                                              |             |                                   |                                   |                                    |
| Барбара Полластрини | ЛД / ДП     |                                   | 17 мая 2006 — 7 мая 2008          | Второе правительство Проди         |
| XVI созыв парламента Итальянской Республики Министр по обеспечению равных возможностей (Ministro per le pari opportunità)                                                                |             |                                   |                                   |                                    |
| Карфанья, Мара | НС          |                                   | 8 мая 2008 — 16 ноября 2011       | Четвёртое правительство Берлускони |
| Форнеро, Эльза | Независимая |                                   | 16 ноября 2011 — 28 апреля 2013   | Правительство Монти                |
| XVII созыв парламента Итальянской Республики Министр по вопросам равных возможностей, спорта и молодёжной политики (Ministro per le pari opportunità, lo sport e le politiche giovanili) |             |                                   |                                   |                                    |
| Идем, Йозефа | ДП          |                                   | 28 апреля 2013 — 24 июня 2013     | Правительство Летта                |
| Полномочия исполняла заместитель министра труда и социальной политики Мария Чечилия Гуэрра (3 мая 2013 — 22 февраля 2014)                                                                |             |                                   |                                   |                                    |
| Полномочия исполняла советница Джованна Мартелли (1 октября 2014 — 27 ноября 2015) |             |                                   |                                   |                                    |
| Полномочия исполняла министр конституционной реформы и связей с парламентом Мария Элена Боски (10 мая 2016 — 12 декабря 2016)                                                            |             |                                   |                                   |                                    |
| Полномочия исполняла младший статс-секретарь аппарата правительства Мария Элена Боски (12 декабря 2016 — 1 июня 2018)                                                                    |             |                                   |                                   |                                    |
| XVIII созыв парламента Итальянской Республики |             |                                   |                                   |                                    |
| Полномочия исполнял младший статс-секретарь аппарата правительства Винченцо Спадафора (13 июня 2018 — 5 сентября 2019)                                                                   |             |                                   |                                   |                                    |
| Министр равных возможностей и семейной политики (Pari opportunità e politiche familiari)                                                                                                 |             |                                   |                                   |                                    |
| Элена Бонетти | ДП          |                                   | 5 сентября 2019 — 13 января 2021  | Правительство Конте (второе)       |
| Элена Бонетти | ИВ          | 13 февраля 2021 — 22 октября 2022 | Правительство Драги               |                                    |
| XIX созыв парламента Итальянской Республики |             |                                   |                                   |                                    |
| Министр по делам семьи, рождаемости и равных возможностей (Ministra per la famiglia, la natalità e le pari opportunità)                                                                  |             |                                   |                                   |                                    |
| Эуджения Роччелла | БИ          |                                   | с 22 октября 2022                 | Правительство Мелони               |